# Kabinett Magufuli II
Das Kabinett Magufuli II war die zweite Regierung von Tansania unter Präsident John Magufuli. Sie amtierte von 2020 bis 2021.

## Kabinettsmitglieder
(Quellen:)
| Amt | Bild          | Name                 |
| --- | ------------- | -------------------- |
| Präsident Oberbefehlshaber der Streitkräfte                                                                                           |               | John Magufuli        |
| Vizepräsidentin |               | Samia Suluhu         |
| Präsident des halbautonomen Teilstaates Sansibar                                                                                      |               | Hussein Mwinyi       |
| Premierminister |               | Kassim Majaliwa      |
| Staatsminister im Büro des Präsidenten Regionalverwaltung, Kommunalverwaltung, öffentlicher Dienst und gute Regierungsführung         |               | George Mkuchika      |
| Staatsminister im Büro des Präsidenten Regionalverwaltung, Kommunalverwaltung, öffentlicher Dienst und gute Regierungsführung         | Selemani Jafo |                      |
| Staatsminister im Büro des Präsidenten Regionalverwaltung, Kommunalverwaltung, öffentlicher Dienst und gute Regierungsführung         | Kitila Mkumbo |                      |
| Staatsministerin im Büro der Vizepräsidentin Angelegenheiten der Union und Umwelt                                                     |               | Ummy Mwalimu         |
| Staatsministerin im Büro des Premierministers Politik, parlamentarische Angelegenheiten, Arbeit, Beschäftigung, Jugend und Behinderte |               | Jenista Mhagama      |
| Minister für Landwirtschaft, Ernährungssicherheit und Genossenschaften                                                                |               | Adolf Mkenda         |
| Minister für Viehzucht und Fischerei                                                                                                  |               | Mashimba Ndaki       |
| Minister für konstitutionelle Fragen und Justiz                                                                                       |               | Mwigulu Nchemba      |
| Minister für Verteidigung und Nationalen Dienst                                                                                       |               | Elias John Kwandikwa |
| Ministerin für Bildung, Wissenschaft, Technologie und Berufsbildung                                                                   |               | Joyce Ndalichako     |
| Energieminister |               | Medard Kalemani      |
| Minister für Mineralien |               | Doto Biteko          |
| Minister für Finanzen und Planung |               | Philip Mpango        |
| Minister für auswärtige Angelegenheiten und ostafrikanische Zusammenarbeit                                                            |               | Palamagamba Kabudi   |
| Ministerin für Gesundheit und Soziales                                                                                                |               | Dorothy Gwajima      |
| Innenminister |               | George Simbachawene  |
| Minister für Industrie und Handel |               | Geofrey Mwambe       |
| Minister für Informationen, Kultur, Kunst und Sport                                                                                   |               | Innocent Bashungwa   |
| Ministerium für Land, Wohnen und Siedlungsentwicklung                                                                                 |               | William Lukuvi       |
| Minister für natürliche Ressourcen und Tourismus                                                                                      |               | Damas Ndumbaro       |
| Minister für Arbeit und Verkehr |               | Leonard Chamuriho    |
| Minister für Wasser und Bewässerung                                                                                                   |               | Jumaa Hamidu Aweso   |
| Minister für Kommunikation und IKT |               | Faustine Ndugulile   |
| Generalstaatsanwalt von Tansania (kein Stimmrecht)                                                                                    |               | Adelardus Kilangi    |